# Инчмикери
Инчми́кери (англ. Inchmickery) — один из нескольких островов в заливе Ферт-оф-Форт у восточных берегов Шотландии. Расположен примерно посередине залива, на одинаковом расстоянии от Эдинбурга и Файфа.
Его название происходит от шотландского «Innis Hama Bhiocaire», что означает «остров Викария», подразумевая, что, возможно, на острове когда-то существовало церковное поселение, как и на соседнем острове Инчколм. Инчмикери — крошечный остров, всего около 100 метров на 200 метров. Во время Первой мировой войны и Второй мировой войны остров был использован для размещения боевых орудий. Бетонные здания острова делают его со стороны похожим на линкор. Хотя остров необитаем, в настоящее время большая часть этих построек остаётся почти неизменной. Эти здания были использованы для съёмок сцен фильма Complicity.
В настоящее время на острове расположен заповедник королевского общества защиты птиц, и поэтому он является домом для гнездящихся пар обыкновенных гага, пестроносых крачек и различных чаек. Раньше остров был местом для откладывания яиц очень редких розовых крачек, но сейчас они перешли в другое место залива Ферт-оф-Форт. Остров ранее был известен своими «устрицами-кроватками», и был покрыт мхом и лишайником.